# Francisco de Aquino Correia
Francisco de Aquino Correia S.D.B. (Cuiabá, 2 de abril de 1885 — São Paulo, 22 de março de 1956) foi arcebispo de Cuiabá e governante de Mato Grosso. Foi também poeta e escritor, foi o primeiro mato-grossense a pertencer à Academia Brasileira de Letras. Foi também um dos principais incentivadores à fundação da Academia Mato-grossense de Letras e do Instituto Histórico e Geográfico de Mato Grosso.

## Vida religiosa
Era filho do casal Antônio Tomás de Aquino Correia e Maria de Aleluia Guadie Ley (1847-1890), filha de Joaquim Gaudie Ley e neta de André Gaudie Ley. Iniciou os estudos no Colégio São Sebastião e fez o curso no Seminário da Conceição. Depois, passou a frequentar o Liceu Salesiano de São Gonçalo, onde recebeu o grau de bacharel em Humanidades. Em 1902, ingressou no Noviciado dos Salesianos de Dom Bosco em Cuiabá, emitindo os votos religiosos na Congregação Salesiana em 1903. Em 1904, seguiu para Roma onde cursou filosofia e em seguida matriculou-se, simultaneamente, na Pontifícia Universidade Gregoriana e na Academia São Tomás de Aquino, por onde haveria de doutorar-se em Teologia, em 1908. Em 17 de janeiro de 1909, já tendo recebido todas as Ordens Menores e Maiores, foi ordenado presbítero.
De volta ao Brasil, foi nomeado diretor do Liceu Salesiano de Cuiabá, cargo que desempenhou até 1914, quando foi designado, pelo Papa Pio X, como bispo-titular de Prusias e bispo-auxiliar da Arquidiocese de Cuiabá, cargo em que foi investido em 1 de janeiro de 1915, aos 29 anos, sendo, então, o mais jovem bispo do mundo.
Em 1919 o Papa Bento XV conferiu-lhe os títulos de Assistente do Sólio Pontifício e Conde Palatino. Em 1921, com o falecimento do Arcebispo Dom Carlos Luís de Amour, foi elevado ao Arcebispado de Cuiabá, recebendo o Pálio Arquiepiscopal das mãos de Dom Duarte Leopoldo e Silva, arcebispo de São Paulo.

## Política
Em 1917, foi indicado pelo governo de Venceslau Brás como elemento conciliador e eleito governador de Mato Grosso para o período de 1918-1922, com 32 anos.
Em episódio polêmico ocorrido no ano de 1921, o Estado brasileiro ofereceu terras para colonização a empresários norte-americanos no Mato Grosso; contudo, soube-se que se estavam recrutando afro-americanos para colonizar as terras, o que, levou Francisco de Aquino Correia, a imediatamente cancelar a negociação. Como medida preventiva, o Itamarati rapidamente deliberou negar vistos diplomáticos futuros a esses possíveis imigrantes. Fica claro que a política de colonização da época priorizava europeus e seus descendentes na ocupação das terras, excluindo afrodescendentes de tais políticas/benefícios. 
Dom Aquino amparou a cultura regional, tomando a iniciativa de fundar a Academia Mato-grossense de Letras onde, depois, como titular, seria aclamado por unanimidade Presidente de Honra. Criou também o Instituto Histórico e Geográfico de Mato Grosso, do qual foi eleito Presidente Perpétuo.
Foi de sua iniciativa, por meio da resolução n.º 799 de 14 de agosto de 1918, a criação do atual Brasão de Mato Grosso.

## Academia Brasileira de Letras
Foi o quarto ocupante da cadeira 34, eleito em 9 de dezembro de 1926, na sucessão de Lauro Müller e recebido pelo acadêmico Ataulfo de Paiva em 30 de novembro de 1927.

## Obras
- Odes, poesia, 2 vols. (1917)
- Terra natal, poesia (1920)
- A flor d'aleluia, poesia (1926)
- Discursos, oratória (1927)
- O Brasil novo, discurso (1932)
- Castro Alves e os moços, discurso (1933)
- Oração aos soldados, discurso (1937)
- O Padre Antônio Vieira, discurso (desconhecida)
- Nova et vetera, poesia (1947)
- Cartas pastorais, ensaios e conferências publicadas na imprensa do país, não reunidas em livro.

Escreveu ainda obras de geografia e história: A fronteira de Mato Grosso/Goiás, memória sobre os limites entre os dois estados, e o Brasil em Genebra (1919).

### Obra com referência a Dom Aquino
- MELO, Hélio de Sousa. D. Francisco de Aquino Correia, Pastor, Poeta, Orador, Humanista e Homem Público. Fortaleza, 1996.